# 篠崎狐

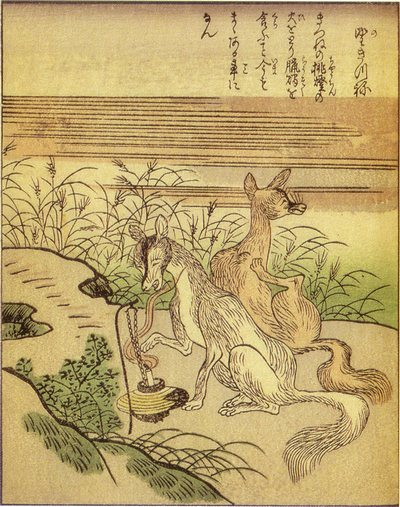
参考 : 竹原春泉画『絵本百物語』より「野狐（のぎつね）」。『図説 日本妖怪大全』(ISBN 978-4-06-256049-8)などの水木しげるの著書で「篠崎狐」の挿絵として用いられている。

篠崎狐（しのざきぎつね）は、江戸時代の奇談集『梅翁随筆』に登場する化け狐。

## 概要
武州篠崎村（現・東京都江戸川区篠崎）に、4匹の悪戯狐が住んでいた。
ある夏の日のこと。草原で狐たちが昼寝しているところへ、1人の行商人が通りかかった。商人は日頃の悪戯の仕返しとばかりに、大声で狐たちを脅かした。狐たちは飛び起き、慌てて駆け去っていった。
その日の夕方。行商人が知人宅に立ち寄ると、その家の女房が亡くなったとのことであった。家の主人は野辺送り（亡くなった人を埋葬地まで見送ること）に行くと言い、行商人に留守を預けて家を出て行った。
行商人がその家で主人の帰りを待っていたところ、女房の亡霊が現れ、行商人に噛み付いてきた。行商人は悲鳴を上げ、血を流しながら逃げ惑った。そこへ通りかかった農夫は、さてはあの悪戯狐に化かされたかと、行商人に水をひっかけたところ彼は正気に戻った。
反省した行商人は、あの狐たちが昼寝していた場所へ行き、小豆飯と油揚げを備えて謝ったということである。